# مؤسسة آيان هرسي علي
مؤسسة آيان هرسي علي وتعرف أيضًا بمؤسسة AHA هي مؤسسة غير ربحية للدفاع عن حقوق المرأة. أسستها آيان هرسي علي في عام 2007 ومقرها في مدينة نيويورك. تم تأسيسها في الأصل لدعم المنشقين المسلمين الذين يعانون بسبب معتقداتهم الدينية أو السياسية، تم توسيع نطاق المؤسسة في سبتمبر 2008 للتركيز على حقوق المرأة. هدف مؤسسة AHA هو مكافحة الجرائم ضد النساء والفتيات مثل زواج الأطفال، الزواج القسري، ختان الإناث، وجرائم الشرف. تتضمن أنشطتها الرئيسية التعليم، التوعية، والدعوة التشريعية.
تبعًا لبيان المؤسسة فإن، «مؤسسة AHA هي مؤسسة غير ربحية تؤمن بحرية الجميع. هذا يعني الحرية من ختان الإناث، العنف الشرفي، والزواج القسري. وهذا يعني الحرية لتحدي مذهب الإسلام السياسي -الحركة التي تهدد الحضارة الغربية- بالتنوير الفكري والعقلاني.»

## مجالات الاهتمام

### الزواج القسري
«يحدث الزواج القسري عندما يتم إجبار فتاة، إكراهها، تهديدها، أو خدعها بالزواج بدون موافقتها المسبقة. يختلف الزواج القسري عن الزواج المدبر. في العديد من الثقافات، من المعتاد لدى العائلات ان تنظم لقاءات بين أطفالها على أمل تشجيع علاقة طوعية تؤدي إلى الزواج. في مواقف كتلك، بينما تتقوم العائلات بتنظيم اللقاءات الأولية ويتم التشجيع على الزواج، يظل القرار النهائي بشأن إمكانية حدوث الزواج عائدًا للثنائي ويكون اختيار الزواج طوعيًا بالكامل. في المقابل، في الزواج القسري، يتم تهديد الفتاة و/أو إكراهها بواسطة عائلتها بالموافقة على الزواج ضد رغبتها وربما تعاني من العنف الشرفي إذا قاومت أو رفضت الزواج.»

#### الولايات المتحدة
"أظهرت الإحصائيات أن المئات من الفتيات الباكستانيات في نيويورك قد تم نقلهن خارج منطقة مدينة نيويورك إلى باكستان للخضوع للزواج القسري؛ يتم تهديد وإكراه من يعترضن من الفتيات." أصدر The Tahirih Justice Center دراسة في سبتمبر 2011 حيث وُجدت حالات زواج قسري معروفة أو مشتبه بها يصل عددها إلى 3000 حالة داخل مجتمعات المهاجرين في الولايات المتحدة في العامين السابقين للإحصائية. ريما يكون العدد الفعلي لحالات الزواج القسري في الولايات المتحدة أكثر من ذلك بكثير، حيث اقتصرت الإحصائية على متعهدي الخدمة ومهنيين آخرين. من المرجح أنه تم إخفاء العديد من الحالات المتواجدة عن نظر المسؤولين.
"يوفر كتيب وزارة خارجية الولايات المتحدة اقتراحات لما يمكن لموظف القنصلية فعله عندما يواجه قاصر يتصل بهم، وذلك لمنع حدوث زواج قسري. ليس معروفًا كم مرة يواجه موظفي القنصلية تلك المشكلة، وليس معروفًا ما النصيحة التي يوفرها موظف القنصلية لمواطني الولايات المتحدة بالخارج الذين يواجهون تلك المشكلة. يستحق الأمر البحث ونشر المعلومات للعامة بكم عدد المرات التي يتم التواصل فيها مع موظف القنصلية فيما يتعلق بذلك الموضوع وماذا يكون رد فعله لذلك، وكيف يتم حل تلك الحالات في النهاية (أو لا يتم ذلك). ربما تستحق "أفضل الممارسات" لوزارة الخارجية البريطانية التكرار للتأكد أن الفتيات المستضعفات يمكن أن يدقوا جرس الإنذار إذا لزم الأمر، لذا يمكن أن تتدخل السلطات عندما تتواجد الحاجة لحماية النساء من نقلهن خارج الدولة للتعرض للزواج القسري، ومساعدتهن بالخارج حتى تعدن إلى الولايات المتحدة سالمات. من المعلومات المتاحة للعامة، تبدو الممارسات البريطانية في المنطقة أكثر تشددًا واستباقيةً من الممارسات في الولايات المتحدة.
يجب أن تكون المحاكم الأمريكية (مثل المحاكم البريطانية) قادرة على توفير «قوانين الحماية من الزواج القسري» لحماية الفتيات والنساء اللاتي تواجهن ظهورًا للزواج القسري. يجب ان يعطى لمسؤولي تنفيذ القانون في الولايات المتحدة، موظفي الخدمة المدنية الذين يتعاملون مع مشاكل حقوق وتعليم المرأة، ومكاتب انتخابات الكونغرس توجيهات قانونية (كما في المملكة المتحدة) في كيفية التعامل عندما يتواصل معهم شخص يواجه الزواج القسري.
على مستوى المؤسسات، فمؤسسات رعاية الطفل، العنف المنزلي، والإتجار بالبشر المتواجدة في الولايات المتحدة ليست معدَّة حاليًا لحماية ضحايا الزواج القسري أو تلبية احتياجاتهن. العديد من ملاجئ العنف المنزلي لا تأوي القاصرين، ويتم تدريب أو تمويل القليل من متعهدي الخدمة للتعرف على مشكلة الزواج القسري. في العديد من الولايات، أعلن مسؤولو رعاية الطفل أن الأطفال-العرائس المقصودات للزواج أنهن لم تكنَّ في خطر الضرر الوشيك وأعادوهن للمنزل، حيث يقطع والدي الفتيات العلاقة مع المحاميين على الفور وأرسلوا الفتيات إلى المذبح للزواج. يجب تقوية هذه المصادر على المستوى المحلي، والتحاور مع الوكالات في الولايات والمستويات الفيدرالية التي تتعامل مع مشكلات العنف المنزلي."

#### المملكة المتحدة
أسست الحكومة البريطانية وحدة للزواج القسري، وزودت من وعي الشرطة بالزواج القسري والعنف المرتبط بالشرف. تمتلك وحدة الزواج القسري خط مساعدة خاص والذي يعتبر «متجر شامل» لسياسة الحكومة بشأن الزواج القسري، تنسيق مشاريع التوعية وتقديم الدعم والمعلومات لمن هن بخطر.
توفر قوانين الحماية من الزواج القسري (المتاحة ضمن القانون البريطاني) المساعدة للناس الذين يواجهون احتمالية الإجبار على الزواج، سواء داخل أو خارج المملكة المتحدة؛ يمكن إصدار امر على الفور في الطوارئ لحماية ومنع زواج قسري. يمكن عقاب المخالفين بما يصل إلى عامين بالسجن. عملت الحكومة البريطانية من خلال وزارة الخارجية وشؤون الكومنولث (الذي يعادل وزارة الخارجية بالولايات المتحدة) والشرطة البريطانية (مدعومة بالقانون، عند الاقتضاء) على ردع ومعاقبة الجناة وفتح سبل هروب لضحايا العنف (والضحايا المحتملون).
وفرت الحكومة البريطانية توجيهات مفصلة لأعضاء البرلمان والمكاتب التأسيسية، موظفي الخدمة العامة، المهنيين الصحيين وغيرهم في كيفية التعامل مع الزواج القسري في محاولة لزيادة الوعي ونشر أفضل الممارسات بفاعلية. تم توفير إرشادات قانونية مفصلة لرؤساء الإدارات في الوكالات المرتبطة والموظفين الحكوميين الذين ربما يقابلون حالة زواج قسري خلال أداء واجباهم الرسمي.

#### هولندا
دراسة للوقاية في مدينة روتردام في نظام مراقبة الحضور المدرسي للتأكد أن الفتيات المسلمات لا يتم سحبهن من المدرسة وإجبارهن على زواج مدبر خلال عطلة الصيف. إذا كانت الفتاة تواجه زواج قسري محتمل فيمكنها (إذا أرادت) تقديم بيان إلى مدرستها، ويجب على المدرسة إبلاغ الشرطة إذا لم تعد الفتاة بعد عطلة الصيف؛ يمكن محاربة البقاء خارج الدولة بالإجبار قانونيًا بذلك البيان. يتم أيضًا تدريب المعلمين للتعرف على علامات حدوث زواج قسري. اعتبارًا من سبتمبر 2009، وقَّعت ثلاث فتيات شابات في روتردام ذلك البيان. تحافظ بلدية روتردام وGGD على اتصال منتظم مع هؤلاء الفتيات. وكنتيجة، لم يتم إجبار الفتيات على الزواج في صيف 2009.

#### ألمانيا
أعلنت الحكومة الألمانية في يونيو 2010 (بعد عدد من الحالات)، سيستلم المعلمون الألمان توجيهات في التعامل مع مشكلة الزواج القسري مع تلميذاتهم. تهدف التوجيهات إلى إعطاء المدارس والمعلمين خطوات أساسية لاكتشاف علامات التحذير إذا تم دفع طالبة إلى الزواج القسري، والتحدث إلى الوالدين وتنبيه خدمات حماية الطفل.

#### السويد
أعلنت الحكومة السويدية في مايو 2010 بدء تحقيق يهدف إلى تشديد القوانين التي تمنع زواج الأطفال والزواج القسري، والذي تم تحديده بكونه مشكلة مستمرة.

### العنف الشرفي والقتل
"العنف الشرفي هو نوع من العنف الممارس ضد النساء بدافع حماية أو استعادة شرف الجاني، العائلة، أو المجتمع. يتم استهداف ضحايا العنف الأسري بسبب أن تصرفهن الفعلي أو المحسوس يتم اعتباره مخزيًا أو ينتهك العادات الثقافية أو الدينية. يؤدي تصرف كمقاومة زواج مدبر، السعي إلى الطلاق، تبني أسلوب حياة غربي وارتداء ملابس غربية، وتكوين صداقات مع الجنس الآخر إلى العنف الشرفي.
يتضمن العنف الشرفي تحكم منهجي بالضحية والذي يزداد حدة بمرور الوقت وربما يبدأ في سن صغيرة. يمكن أن يكون مرتكب العنف الشرفي فرد واحد أو أن يكون حملة جماعية من المضايقة والعنف الممارس من عائلة كاملة أو مجتمع. قد يكون بالعديد من الأشكال، بما يتضمن الإساءة اللفظية/العاطفية، التهديدات، المطاردة، المضايقة، السجن ظلمًا، العنف الجسدي، العنف الجنسي، والقتل."
يفترض أن يكون العنف الشرفي تصحيحيًا. إذا استسلمت الفتاة، عادةً يتوقف العقاب. وإذا لم تفعل، أحيانًا ينتهي العنف الشرفي بالقتل— مثل جريمة قتل عام 2009 لنور المالكي العراقية الأمريكية ذات 20 عامًا في أريزونا والقتل الشرفي عام 2008 المرتكب بمعرفة (ومساعدة) أعضاء العائلة وأقارب آخرون لسارة وأمينة سعيد في لويسفيل بتكساس. عندما يفشل الضرب التصحيحي عن ثني فتاة أو امرأة للامتثال لرغبات عائلتها (أو التخلي عن سلوك يعتبرونه مخزيًا)، ربما تستنتج العائلة أن الطريقة الوحيدة التي تمكنهم من استعادة «الشرف» الذي أضاعته الفتاة بتصرفها «المخزي» هي قتلها.

#### الولايات المتحدة
لا تتبع السلطات الأمريكية حاليًا حالات العنف الشرفي. معظم المسؤولون عن تنفيذ القانون، المربون، مستشاري التوجيه والعاملون ليسوا على معرفة بالعنف الشرفي والظروف التي تجعل الجرائم المتعلقة بالعنف الشرفي مختلفة عن أنواع العنف المنزلي الأخرى. عندما يتتبع العملاء الفيدراليون حدوث العنف المنزلي، يجب أن يتتبعوا حدوث العنف المتعلق بالشرف. يمكن إنشاء مشاريع رائدة في المناطق الحضارية الكبيرة (مثل نيويورك) لفحص حالات الجرائم (بما يتضمن حالات القتل لفتيات ونساء بالثقافات المتعلقة بالشرف، مثل النساء الباكستانيات، الأفغانيات، والكرديات) للدوافع المتعلقة بالشرف. يمكن أن تصبح المكاتب الفيدرالية التي تتعامل مع العنف المنزلي واعية بالبحث في تحديات محددة تواجه النساء من الثقافات الإسلامية والقائمة على الشرف، ونقل هذه المعلومات إلى المدن والمناطق التي يعيش بها نسمات سكان كبيرة من الثقافات القائمة على الشرف.
وفقًا للمؤسسة، يجب على مسؤولي الحكومة بالولايات المتحدة القيام بعمل أفضل في اختيار شركاء التوعية والعلاقات المتبادلة في المجتمع الإسلامي الأمريكي. العديد من شركاء التوعية للمسلمين الذين يختارهم مسؤولي الحكومة بالولايات المتحدة للحوار والاتصال هم سنيون، هؤلاء السنيون يخبرون مسؤولي الحكومة أن الأمريكيين المسلمين العلمانيين (والنسويين) ليسوا ممثلين للمجلس الإسلامي الأمريكي، مما يقود مسؤولي الحكومة لعدم ضمهم في الحوار. تم إضعاف المسلمون المعتدلون، العلمانيون، والنسويون في الولايات المتحدة؛ قامت الحكومة البريطانية بخطأ مماثل في اختيارها «الممثلون المسلمون». تضمن الخيارات الغير حكيمة لشركاء الحوار أن مشاكل مثل القتل الشرفي، العنف المنزلي، الزواج القسري وختان النساء ليست بارزة في الواقع. يمكن لمسؤولي الحكومة بالولايات المتحدة باختيار شركاء تواصل أفضل (ثم السعي لطلب نصيحتهم ومشاركتهم) أن يقووا المسلمين المعتدلين، العلمانيين، والنسويين، وإعطائهم الصوت الذي يحتاجونه لإثارة تلك القضايا بطريقة بناءة.

#### هولندا
في مشروع رائد قامت به الشرطة الهولندية بين أكتوبر 2004 ومارس 2006، تم اكتشاف حوادث أكثر بكثير من الجرائم المتعلقة بالشرف من التي تم توقعها عندما فحصت الشرطة حالات محددة لوجود دوافع «الشرف» وأبلغت عنها. أدت الأرقام (التي اعتبرها المسؤولون الحكوميون «صادمة») إلى تدريب أكثر لضباط الشرطة، الأخصائيين الاجتماعيين ومسؤولين آخرين لينتبهوا لتلك الجرائم والتصرف بشكل صحيح. بالإضافة لذلك، أنشأ الهولنديون في 2006 فريق عمل مشترك بين الوكالات المهتمة بالعنف الشرفي لزيادة الوعي وتطوير طرق عمل مشتركة بين الوكالات. يركز فريق العمل على مشكلات الوقاية الاجتماعية، الحماية والمقاضاة الجنائية. حددت الحكومة الهولندية أموال لمساعدة النساء ضحايا (أو المحتملون) العنف المتعلق بالشرف. على المستوى المحلي، تمضي المدن الهولندية مثل أمستردام قدمًا مع مبادرات الحد من العنف المتعلق بالشرف. أقامت أمستردام اتفاقيات تعاونية مع الشركاء الغير حكوميين بشأن وضع نهج سريع ومناسب في الحالات الوشيكة من العنف المتعلق بالشرف. تعمل السلطات بكفاءة مع المنظمات غير الحكومية بأهداف حماية الضحايا (المحتملون) واستخدام القانون لمنع تصاعد العنف الشرفي إلى موت الضحايا الأبرياء.

### ختان الإناث
ختان الإناث (FGM) هو بتر بظر الفتاة (وغالبًا ما يكون الشفرين) —عادة من سن 3 إلى 13 ولكن أحيانًا أبكر من ذلك، أو متأخرًا إلى ما قبل الزواج أو الإنجاب. قدرت منظمة الصحة العالمية (WHO) بأن هناك من 100 إلى 140 مليون ضحايا لختان الإناث (معظمهن من أفريقيا) حول العالم. يمكن أن تؤدى تلك العملية إلى مشاكل في المسالك البولية، نزيف حاد ومضاعفات خلال الإنجاب؛ ليس لها فوائد صحية. عادة ما يحدث ختان الإناث لأغراض دينية أو ثقافية.

#### الولايات المتحدة
طبقًا للقانون الفيدرالي في 2012 فإن ختان الإناث غير قانوني، ولكنه لا يعاقب الوالدين أو الأقارب الذين يأخذون الفتيات الصغيرات خارج الدولة للخضوع للعملية. تضمنت حالة في جورجيا عام 2010 إزالة بظر فتاة في الشهر التاسع من عمرها من قِبل والدتها، التي واجهت رسوم ختان الإناث والإساءة للطفل وخسرت حضانة الطفلة لصالح والدها. تم تقديم مشروع قانون من الحزبيين في 2010 بمساندة النائب جوزيف كرولي وماري بونو يُسمى بقانون حماية الفتيات، يجعل من الأمر جريمة فيدرالية أن يتم نقل قاصر خارج الولايات المتحدة لغرض ختان الإناث. سُيمد قانون حماية الفتيات القانون الفيدرالي الحالي لضمان أن تُطبق نفس العقوبات الموجودة ضد عنف ختان الإناث في نقل قاصر خارج الدولة لهدف ختان الإناث.

#### المملكة المتحدة
بناءً على (واستبدال) قانون حظر ختان الإناث لعام 1985، قانون ختان الإناث البريطاني لعام 2003 فإنه من غير القانوني القيام بختان الإناث، وأخذ الفتيات خارج الدولة للقيام بالعملية، وزيادة عقوبة السجن إلى 14 سنة. في عام 2009، لم يكن هناك حالات قضائية لختان الإناث، وتخضع الفتيات للإجراءات عند عودتهن مع عائلاتهن لبلدهم الأصلي لقضاء عطلة الميلاد.

#### هولندا
استقبلت هولندا تدفقًا ضخمًا من المهاجرين من دول تمارس ختان الإناث —خاصةً من الصومال، والتي تعرف بممارسات ختان الإناث المبالَغة. كعضوة مجلس النواب في هولندا، قامت آيان هرسي علي بحملة غير ناجحة لإنشاء نظام تحكم للفتيات من المجتمعات المعرضة للخطر بمطالبة أطباء الأطفال وغيرهم من المهنيين بطب الأطفال بفحصهم لختان الإناث.

#### النرويج
بدأت خطة العمل النرويجية لمكافحة ختان الإناث للمقيمين والمهاجرين في عام 2000. تركز الخطة الحالية على الوقاية، الوعي العام والتبليغ المطلوب من الموظفين العموميين عن ختان الإناث المحتمل (أو المكتمل) لخدمة رعاية الطفل بالبلدية (MCWS). لدى الخطة معايير خاصة لقياس النجاح، متضمنة أنشطة الوقاية المستهدِفة لموسم العطلة ومحاكمة الجناة.